# بيت المال (أم درمان)
بيت المال  حي سوداني يقع في ولاية الخرطوم في مدينة أم درمان وهو واحد من أعرق الأحياء القديمة في مدينة أم درمان، منذ فترة حكم المهدية في السودان، ويقع الحي على ضفاف نهر النيل ، ويحده من جهة الشمال حي أبوروف ، ومن الجنوب حي الملازمين ( وكا ن يعرف بحي السور سابقاُ).

## تاريخ الحي
تاريخ حي بيت المال تاريخ قديم ومهم حيث لعب الحي دوراً في فترة النضال من أجل التحرر الوطني. فقد كان الحي يضم بيت مال ( وزارة مالية ) عهد الدولة المهدية. ومن هنا جاءت تسميته.

## مشاهير بيت المال
ولد وترعرع في الحي كثير من قادة الحركة الوطنية والثورية والثقافية في السودان، ابتداء ب
- الزعيم السوداني إسماعيل الأزهري
- ورئيس وزراء السودان الأسبق عبد الله خليل
- وزعيم الحزب الشيوعي السوداني عبد الخالق محجوب